# Jazzland Recordings
Jazzland Recordings — норвежский джазовый и ню-джазовый лейбл, базирующийся в Осло. Основан в 1997 году пианистом Бугге Вессельтофтом (Bugge Wesseltoft) для издания его серии работ «New Conception of Jazz». В настоящее время является подразделением Universal Music Group, но управляется как отдельная компания.
Среди издающихся на Jazzland Recordings — сам Бугге Вессельтофт, Торун Эриксен, Beady Belle и др.